# Celles-sur-Aisne
Celles-sur-Aisne es una comuna francesa, situada en el departamento de Aisne, de la región de Alta Francia.

## Demografía
| 217 | 220 | 224 | 193 | 216 | 205 | 250 | 261 |
| Para los censos de 1962 a 1999 la población legal corresponde a la población sin duplicidades (Fuente: INSEE [Consultar]) |     |     |     |     |     |     |     |